# Demonax masaoi
Demonax masaoi är en skalbaggsart som beskrevs av Tatsuya Niisato 1984. Demonax masaoi ingår i släktet Demonax och familjen långhorningar.
Artens utbredningsområde är Taiwan. Inga underarter finns listade i Catalogue of Life.